# Георгиевск (станция)
Гео́ргиевск — узловая железнодорожная станция Минераловодского региона Северо-Кавказской железной дороги, находящаяся в городе Георгиевске Ставропольского края. Располагается на линии Минеральные Воды — Прохладная и является началом ветки до станции Будённовск. От станции также отходит ныне недействующая ветка до станции Незлобная.

## История
После активного освоения территорий Северного Кавказа и строительства Азово-Моздокской оборонительной линии с рядом крепостей, многие из которых позднее стали городами, а также укрепления позиций России на Северном Кавказе и Закавказье, с притоком переселенцев, а в особенности из-за растущей популярности местных целебных вод, для улучшения сообщения между центральной частью Российской империи и её окраинами, в конце XIX — начале XX веков началось строительство железной дороги Ростов — Владикавказ. Железная дорога открыта в 1875 году. Но первоначально она проходила не через Георгиевск, а в десяти километрах южнее — через Незлобную. Станция Незлобная в окрестностях Георгиевска была одной из главных на линии.
В 1913 году произошёл перенос главного хода железной дороги в другой район, после чего старая линия через Незлобную была закрыта. С этого времени через Георгиевск проходит магистральная железнодорожная ветка, связывающая Ростов-на-Дону с Дагестаном и Закавказьем. В 1914 году закончено строительство железнодорожной станции, которая по праву может считаться одним из ярчайших украшений города.
30 мая 1923 года Георгиевск проездом посетил председатель ЦИК СССР М. И. Калинин, выступив с речью на станции, о чём есть мемориальная доска.
Двухэтажное каменное здание построенное в 1914 году понесло огромные потери во время Великой Отечественной войны 1941—1945 гг. При отступлении из города в январе 1943 года немецко-фашистскими захватчиками были практически полностью уничтожены многие городские объекты, в том числе железнодорожная станция. После окончания войны она была восстановлена.

## Пассажирское сообщение по станции
Поезда дальнего следования — Адлер, Анапа, Владикавказ, Грозный, Махачкала, Минеральные Воды, Москва-Казанская, Москва-Павелецкая, Назрань, Нальчик, Новороссийск, Санкт-Петербург.
Пригородное сообщение- Будённовск, Владикавказ, Минеральные Воды.
- Электровоз ВЛ80Т с грузовым поездом и дизель-поезд РА2 на станции

## Расписание
По состоянию на июнь 2024 года по станции курсируют следующие поезда:
| Пригородное сообщение | Пригородное сообщение          | Пригородное сообщение | Пригородное сообщение          |
| № поезда              | Маршрут движения               | № поезда              | Маршрут движения               |
| --------------------- | ------------------------------ | --------------------- | ------------------------------ |
| 6439/6407             | Владикавказ — Минеральные Воды | 6408/6440             | Минеральные Воды — Владикавказ |
| 6801                  | Будённовск — Минеральные Воды  | 6802                  | Минеральные Воды — Будённовск  |
| 6809                  | Будённовск — Минеральные Воды  | 6810                  | Минеральные Воды — Будённовск  |

| Дальнее следование         | Дальнее следование             | Дальнее следование         | Дальнее следование             |
| № поезда                   | Маршрут движения               | № поезда                   | Маршрут движения               |
| Поезда дальнего следования | Поезда дальнего следования     | Поезда дальнего следования | Поезда дальнего следования     |
| -------------------------- | ------------------------------ | -------------------------- | ------------------------------ |
| 33 «Осетия»                | Владикавказ — Москва           | 34 «Осетия»                | Москва — Владикавказ           |
| 61 «Эльбрус»               | Нальчик — Москва               | 62 «Эльбрус»               | Москва — Нальчик               |
| 135                        | Махачкала — Санкт-Петербург    | 136                        | Санкт-Петербург — Махачкала    |
| 145 «Ингушетия»            | Назрань — Москва               | 146 «Ингушетия»            | Москва — Назрань               |
| 261                        | Махачкала — Ростов-на-Дону     | 262                        | Ростов-на-Дону — Махачкала     |
| 333                        | Владикавказ — Минеральные Воды | 334                        | Минеральные Воды — Владикавказ |
| 361                        | Нальчик — Минеральные Воды     | 362                        | Минеральные Воды — Нальчик     |
| 381                        | Грозный — Москва               | 382                        | Москва — Грозный               |
| 617                        | Владикавказ — Новороссийск     | 618                        | Новороссийск — Владикавказ     |
| 629                        | Владикавказ — Адлер            | 630                        | Адлер — Владикавказ            |
| Сезонное обращение поездов |                                |                            |                                |
| 251                        | Владикавказ — Санкт-Петербург  | 252                        | Санкт-Петербург — Владикавказ  |
| 657                        | Владикавказ — Анапа            | 658                        | Анапа — Владикавказ            |